# Musée d'Art et de Mémoire Ilia-Répine
Le Musée d'art et de mémoire Ilia Iefimovitch Répine (ukrainien : Художньо-меморіальний музей І.Ю.Рєпіна, russe : Художественно-мемориальный музей  И. Е. Репина) est un des musées consacré au peintre Ilia Répine.   

## Histoire et expositions
Le musée a été fondé dans la maison natale de Répine en 1969.
Il est situé à Tchouhouïv (russe : Tchougouïev), dans l'oblast de Kharkiv, en Ukraine, dans la rue du Musée, auparavant rue Nikitinskaïa, et rue Rosa Luxemburg dans les années soviétiques. Le peintre y a habité à plusieurs reprises auprès de ses parents, notamment dans les années 1870 et 1890.  
On peut y voir plusieurs de ses œuvres, notamment des icônes peintes dans sa jeunesse, ainsi que des travaux de ses contemporains Ivan Pelevine (ru), Mykola Pymonenko et Valentin Serov. Une partie des salles est consacrée à la mémoire du peintre.     
En 1889, à partir d'archives conservées à Kiev, l'atelier du peintre, presque complètement détruit durant la seconde guerre mondiale, a été reconstitué.      
Le musée a été fermé en septembre 2014 pour restauration, mais on peut visiter l'atelier. 